# Cláudia Quinta
Cláudia Quinta foi uma romana que ficou famosa durante o episódio do transporte da estátua de Cibele, trazida de Pessino para Roma.
Ela era provavelmente irmã de Ápio Cláudio Pulcro, cônsul em 212 a.C., e neta de Ápio Cláudio Cego. Segundo John Lemprière, ela era uma virgem vestal.
Roma havia recebido, do oráculo de Delfos, a mensagem de que deveriam procurar o rei Átalo, de Pérgamo, e trazer a deusa  para Roma, onde ela deveria ser adorada. Átalo entrega uma pedra sagrada, que estava em Pessino, na Frígia, e que os habitantes diziam ser a mãe dos deuses.
Públio Cipião foi até Óstia, receber a estátua, acompanhado das matronas romanas. Uma delas era Cláudia Quinta, cuja reputação havia sido colocada em dúvida. No dia 12 de abril do ano 204 a.C., o navio que transportava a deusa encalhou na lama do rio Tibre. Os adivinhos disseram que o navio só poderia ser movido por uma mulher que nunca tivesse cometido adultério. Cláudia, que havia sido acusada de adultério mas ainda não tinha sido julgada, rezou aos deuses, publicamente, que dessem uma prova de sua castidade, e, amarrando seu cinto ao barco, fez o barco seguí-la. Cipião trouxe a estátua do mar à terra, e a estátua foi levada pelas matronas romanas para o templo da Vitória, no Palatino.
Uma estátua a Cláudia foi colocada no vestíbulo do templo da deusa.